# Echinodorus uruguayensis
Echinodorus uruguayensis là một loài thực vật có hoa trong họ Alismataceae. Loài này được Arechav. mô tả khoa học đầu tiên năm 1902. Đây là loài bản địa của Nam Mỹ (Brazil, Argentina, Paraguay, Uruguay, Chile).